# Марі Саат
Марі Саат (ест. Mari Saat, у шлюбі Меел; 27 вересня 1947, Таллінн) — естонська письменниця. Лауреатка національної літературної премії імені Фрідеберта Тугласа (1974, 1986).

## Біографія
Марі Саат народилася в сім'ї академіка Іоосепа Саата (1900—1977), головного редактора газети «Rahva Hääl» (Голос народу), органу Компартії Естонії, пізніше, директора Інституту історії Компартії Естонської РСР.
У 1966—1973 роках навчалася на економічному факультеті Талліннського політехнічного інституту.
У 1970—1982 роках працювала в Інституті економіки АН СРСР. З 1993 року — доцент Талліннського технологічного університету, Читає курс лекцій «Етика бізнесу». З липня 2015 року обіймає посаду завідувачки кафедри управління виробництвом та сервісом Інституту ділового адміністрування економічного факультету.
Нині доктор економічних наук Талліннського технічного університету.

## Родина
Перебуває у шлюбі з Раулем Меелом, відомим художником-авангардистом.

## Творчість
Марі Саат дебютувала як письменниця ще студенткою, в 1970 році. Вона пише про напруженості буття і небуття, екзистенційні думки і смерть, про вивчення свідомості. Її фантастичні твори відображають людський спосіб сприйняття речей і світу.
Головну увагу творів Саат сконцентровано на описі і аналізі міжлюдських контактів, її герої — звичайні люди, які намагаються організувати свої відносини з іншими: батьками, дітьми, родичами або друзями.
Марі Саат — авторка психологічної прози, романів, повістей та оповідань. З-під її пера вийшли сім романів і збірка новел, а також одна дитяча книжка. Кілька книг письменниці присвячений представникам національних меншин в Естонії.
Її проза завоювала ряд престижних літературних премій і була перекладена кількома мовами.

## Вибрані твори
- 1973 — Katastroof (оповідання)
- 1975 — Roosipuupungad (збірка оповідань)
- 1978 — Mida teha emaga?  (збірка оповідань)
- 1980 — Laanepüü (повість)
- 1985 — Õun valguses ja varjus (збірка оповідань)
- 1990 — Võlu ja vaim (повість)
- 2008 — Lasnamäe lunastaja (повість)

Українською оповідання Марі Саат «Печера» було опубліковано в перекладі О. С. Завгороднього в антології «Естонське радянське оповідання» (К.: «Дніпро», 1982, с. 130-139).